# Dectodesis monticola
Dectodesis monticola är en tvåvingeart som beskrevs av Munro 1957. Dectodesis monticola ingår i släktet Dectodesis och familjen borrflugor. Inga underarter finns listade i Catalogue of Life.